# 松丸駅
松丸駅（まつまるえき）は、愛媛県北宇和郡松野町松丸にある、四国旅客鉄道（JR四国）予土線の駅である。駅番号はG38。

## 歴史
- 1923年（大正12年）12月12日：宇和島鉄道の駅として開業[1]。
- 1933年（昭和8年）8月1日：宇和島鉄道国有化[1]。
- 1970年（昭和45年）6月1日：貨物取扱廃止[1]。
- 1984年（昭和59年）2月1日：荷物扱い廃止[1]。駅員無配置駅となる[2][3]。
- 1987年（昭和62年）4月1日：国鉄分割民営化によりJR四国に継承[1]。
- 2002年（平成14年）10月20日：松野町により駅舎改築が行われ、駅舎内に松野町ふれあい交流館（森の国ぽっぽ温泉）が開業[4][5]。

## 駅構造
単式ホーム1面1線を有する地上駅。駅舎は「松野町ふれあい交流館」との合築で、2階には「森の国ぽっぽ温泉」という温泉施設も入っている。なお、「森の国ぽっぽ温泉」は2008年6月1日から2012年3月まではJR四国のグループ企業であるジェイアール四国アーキテクツが指定管理者となって運営していたが、同社の同月での解散により、2019年7月現在は町内で就労継続支援A型事業所を営む株式会社トモニー・えひめが指定管理者となっている。また、簡易委託駅となっている。

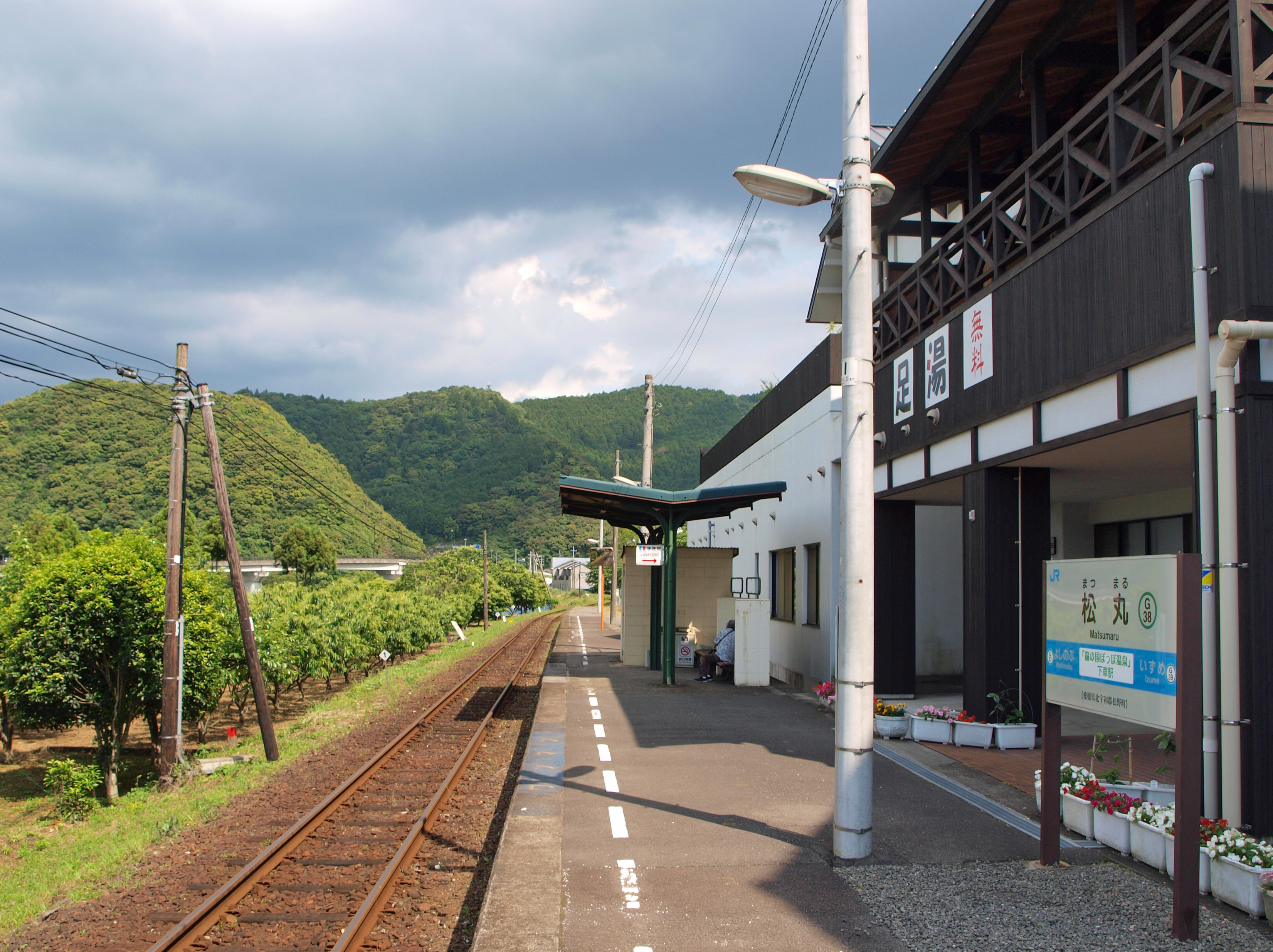
ホーム（2010年5月、右の建物は「松野町ふれあい交流館」）

## 利用状況
1日の平均乗降人員は以下の通り。
| 1日乗降人員推移 | 1日乗降人員推移 |
| 年度            | 1日平均人数     |
| --------------- | --------------- |
| 2011年          | 88              |
| 2012年          | 108             |
| 2013年          | 118             |
| 2014年          | 124             |
| 2015年          | 120             |
| 2016年          | 132             |
| 2017年          | 124             |
| 2018年          | 116             |

## 駅周辺
松野町の中心部。駅周辺は旧街道沿いに店舗の建ち並ぶ松丸商店街となっており、役場、農協、伊予銀行松丸支店等の施設も集積している。商店街の一角には、松丸名物のうなぎ料理店もある。また、ホームから川を挟んだ対岸は道の駅を併設する虹の森公園がある。
- 道の駅虹の森公園まつの
- 滑床渓谷
- 芝不器男生家
  - 生家は、芝不器男記念館となっている。駅前に句碑が立つほか、町内各地に句碑がある。
- 愛媛県道280号下鍵山松野線
- 広見川
- 河後森城

## 隣の駅
四国旅客鉄道（JR四国）
■予土線
- 臨時観光列車「しまんトロッコ」停車駅

吉野生駅 (G37) - 松丸駅 (G38) - 出目駅 (G39)